# Johann Michael Fischer (Bildhauer)
Johann Michael Fischer (* 23. September 1717 in Veitshöchheim; † 27. März 1801 in Dillingen an der Donau) war ein deutscher Bildhauer. Er ist nicht zu verwechseln mit dem bayerischen Architekten Johann Michael Fischer aus Burglengenfeld (1692–1766).

## Leben
Fischer war Schüler von Johann Wolfgang von der Auwera in Würzburg. Während seiner Wanderschaft lernte er auch die Stuckiertechnik. Er heiratete 1746 die Tochter des 1736 verstorbenen Bildhauers Stephan Luidl (1684–1736) und  übernahm 1746 in Dillingen dessen Werkstatt. Er wurde bald zum führenden Bildhauer der Region. Sein künstlerischer Durchbruch war laut Benno Gantner die Ausstattung der Studienkirche der damaligen Jesuiten-Universität Dillingen an der Donau. Er schuf Heiligenfiguren, Altäre, Kanzeln und ganze Innenausstattungen in 53 schwäbischen Kirchen; weltliche Werke sind von ihm nicht bekannt. Die Jesuiten vermittelten ihm auch Aufträge außerhalb von Schwaben.
Der Übergang vom Barock zum Klassizismus macht sich in Fischers Figuren bemerkbar. In Oberelchingen haben die Darstellungen von Petrus und Paulus noch den starken Faltenwurf, während die Gewänder von Benedikt und Scholastika „beruhigt“ sind; in Eggelstetten (1789) sind bei der Kirchenpatronin Margarethe alle ausladenden Drapierungen verschwunden.
Seine Grabinschrift überliefert, dass er Mitglied des Stadtrates und der Bürgerwehr in Dillingen an der Donau war.

## Werke (Auswahl)

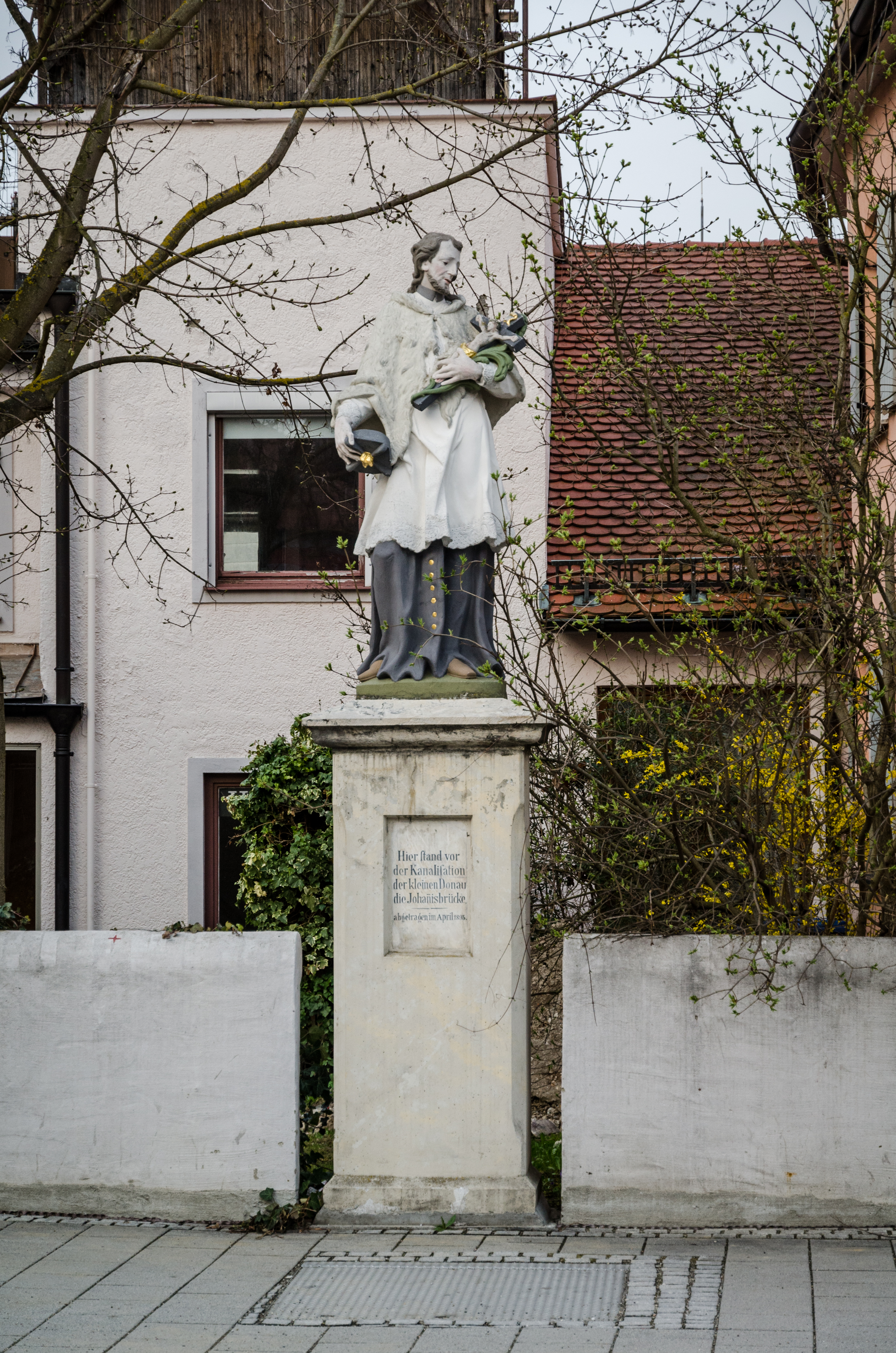
Brückenfigur St. Nepomuk, Dillingen

- Mönchsdeggingen, Klosterkirche, Kreuzaltar, 1747
- Steinheim an der Donau bei Dillingen, Heiligkreuzkapelle, Altar, um 1750
- Dillingen, Jesuitenkirche (Studienkirche Mariä Himmelfahrt), Altäre und Kanzel, 1755–1760
- Kanzelentwurf, Privatbesitz, um 1755–60
- Bergen bei Neuburg, Pfarrkirche Heilig-Kreuz, 1758–60
- Violau, Wallfahrtskirche St. Michael, Nebenaltäre, um 1760–63
- Ingolstadt, St. Maria de Victoria, Hochaltar, um 1763
- Pfarrkirche Edelstetten, Gesamtausstattung, um 1765
- Schöntal an der Jagst, Klosterkirche, Hochaltar, 2 Seitenaltäre, 1773
- Dillingen an der Donau, Brückenfigur St. Nepomuk, bei Donaustraße 1
- Steinheim, Pfarrkirche Mariä Reinigung, Hochaltar, 1776–77
- Pfarrkirche St. Nikolaus in Oberndorf am Lech, Hochaltar, 1781
- ehemalige Benediktinerklosterkirche St. Peter und Paul in Oberelchingen, Altäre, 1774 und 1785–86

## Fotos

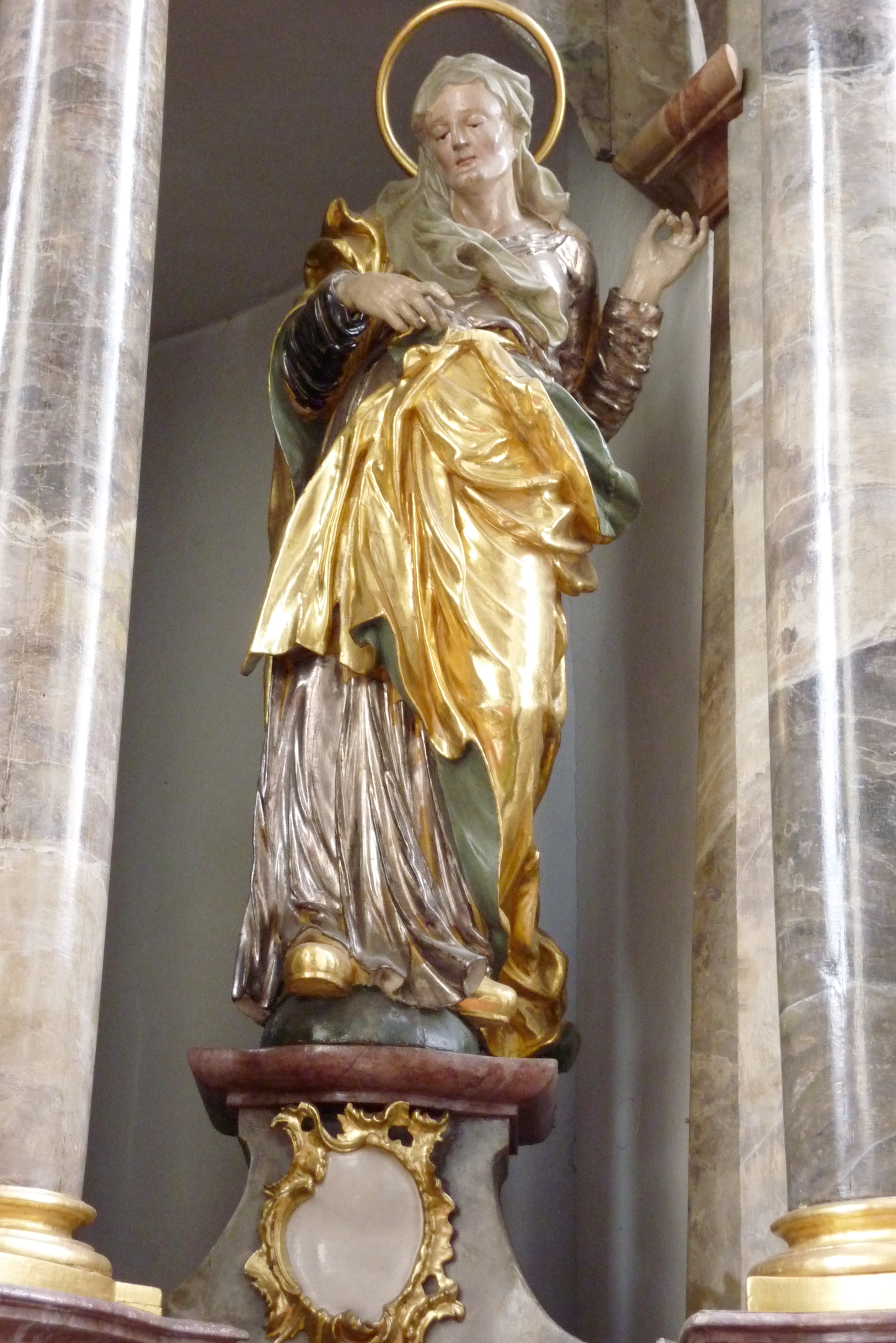
Skulptur der hl. Anna in der Kirche zu Unserer lieben Frau in Kicklingen
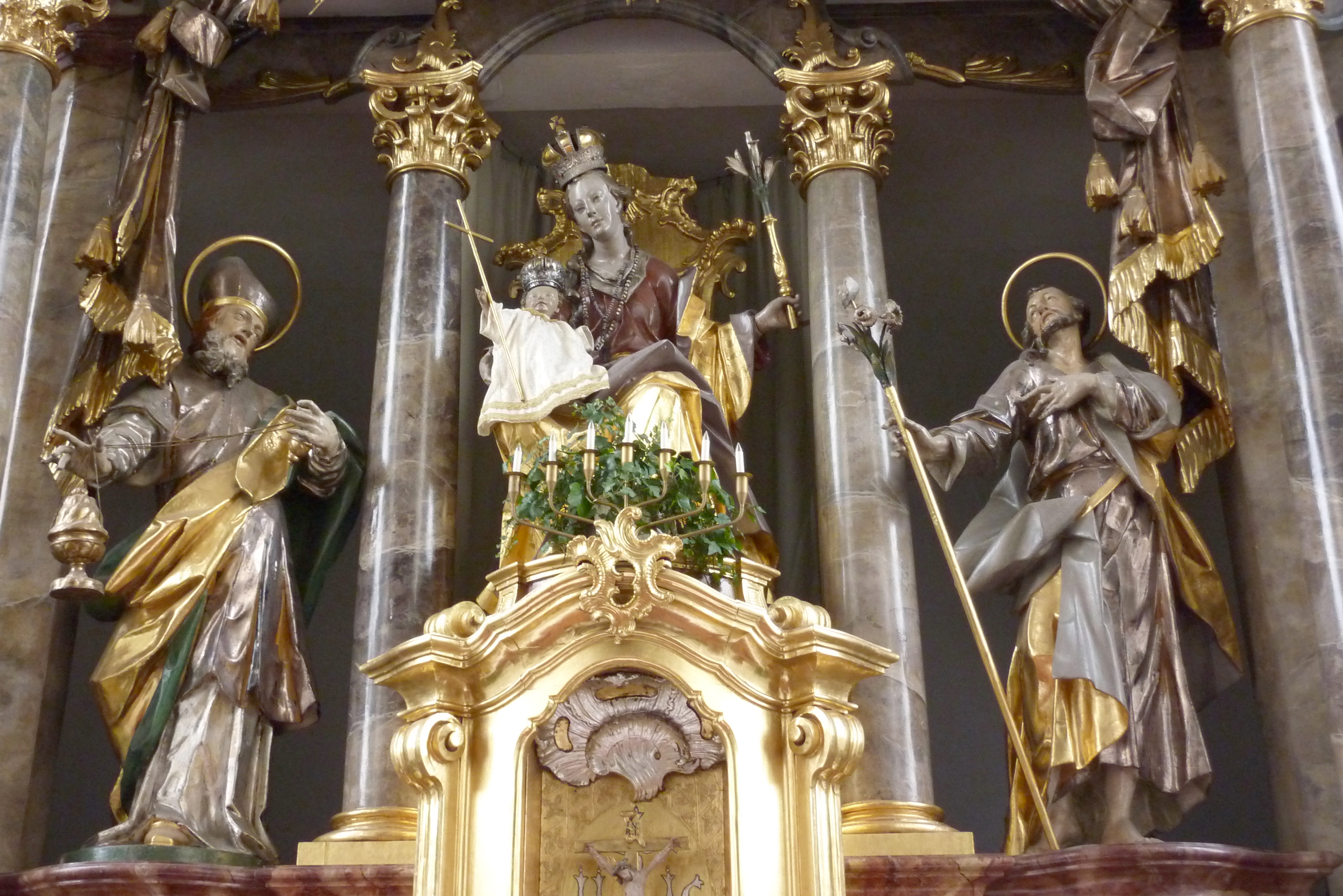
Altarskulpuren der Kirche Unserer lieben Frau in Kicklingen (Zacharias, Jungfrau mit Kind, hl. Josef)
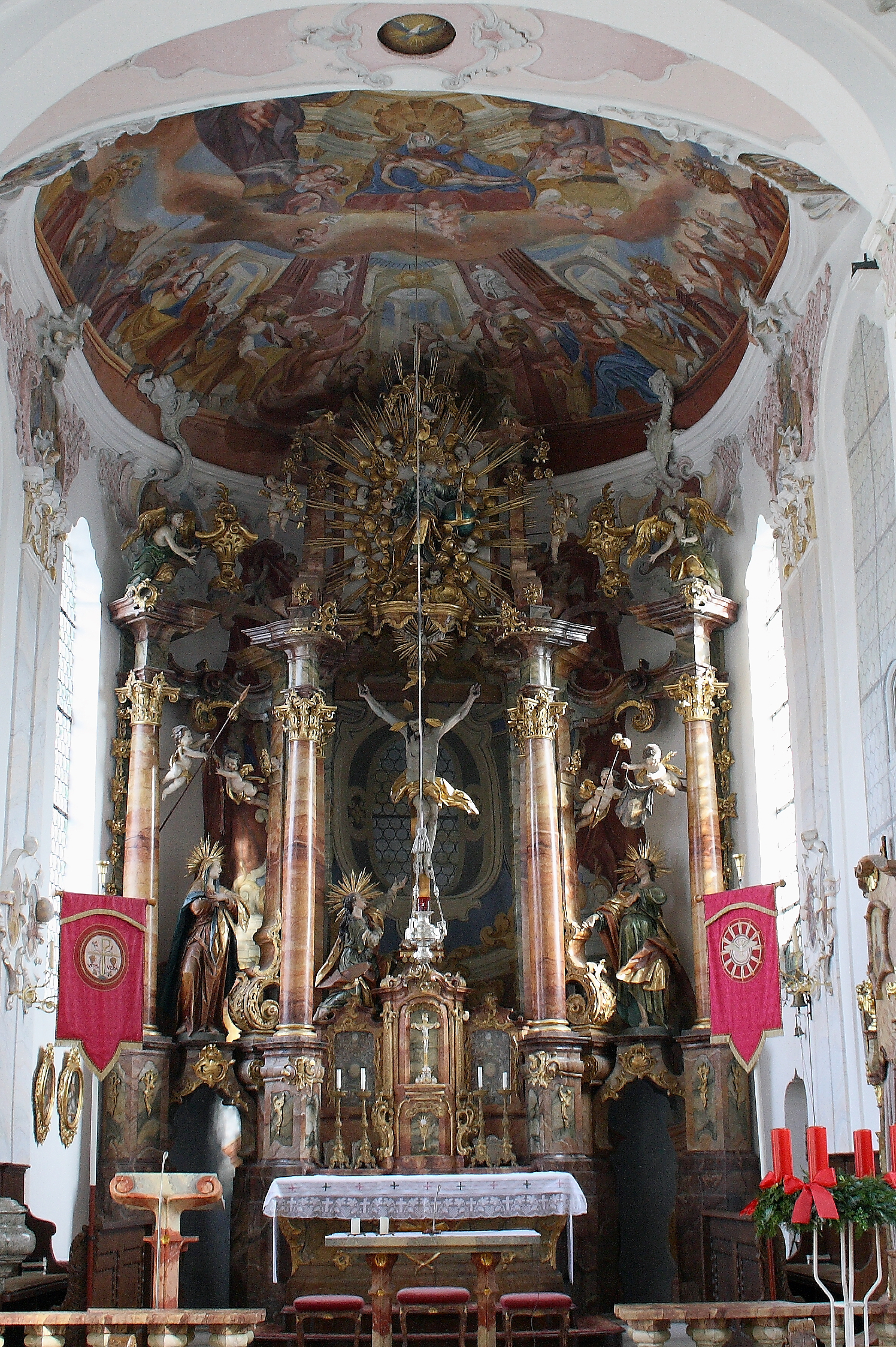
Hauptaltar der Kirche Mariä Schmerzen in Waldkirch
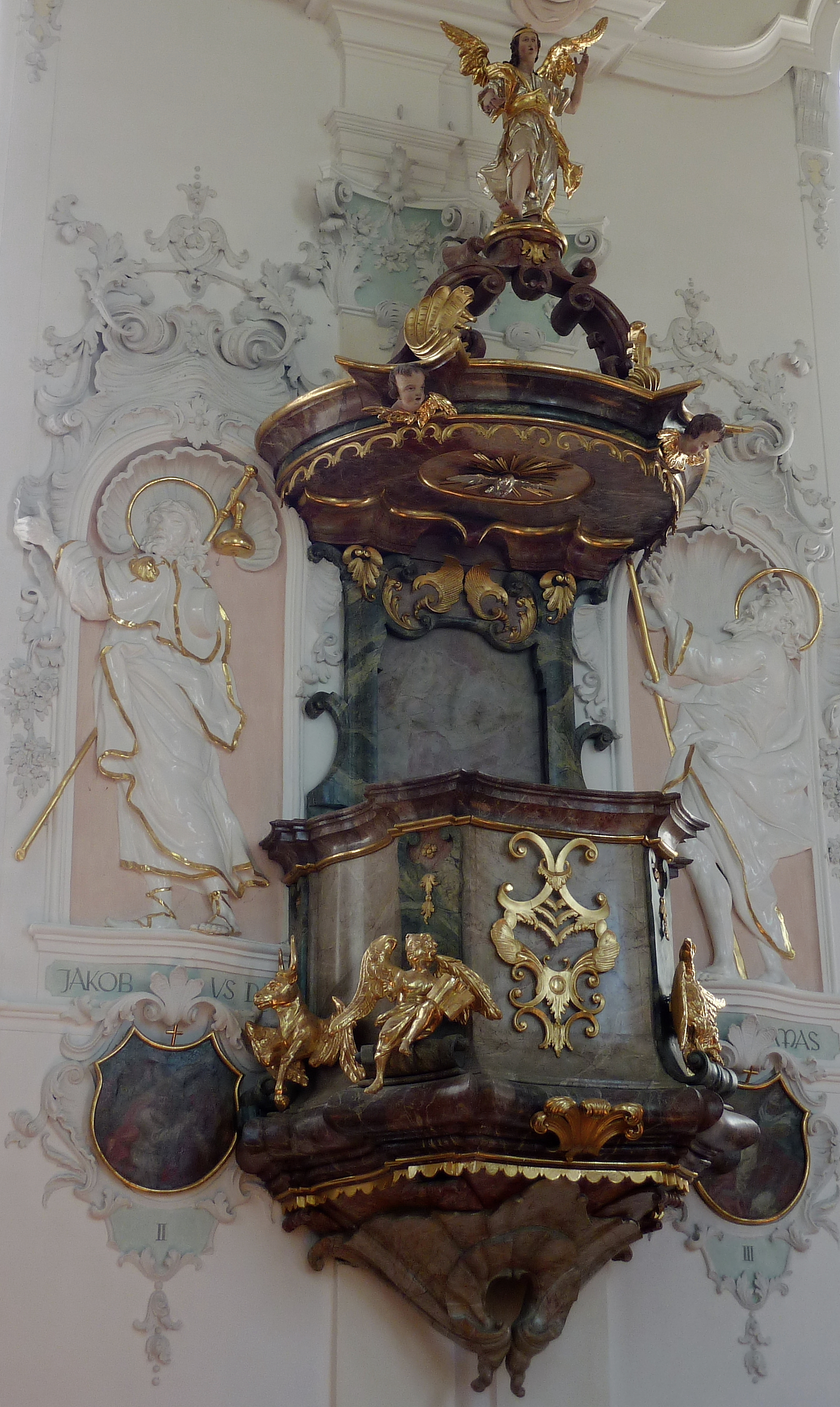
Kanzel der St.-Georgs-Kirche in Westendorf
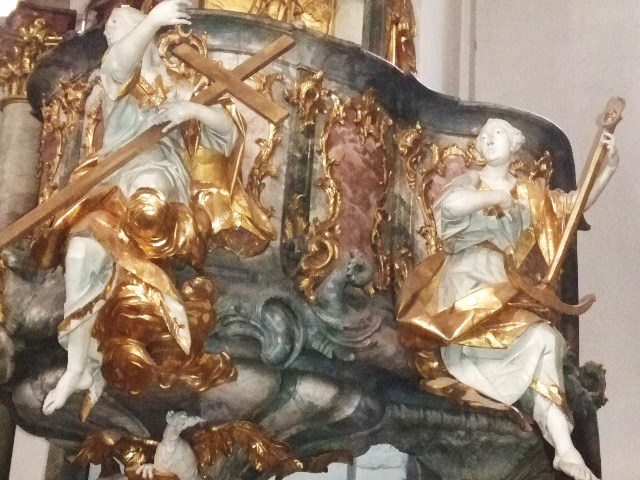
Detail der Kanzel der Mariä-Himmelfahrts-Kirche in Dillingen an der Donau

| Personendaten    | Personendaten           |
| ---------------- | ----------------------- |
| NAME             | Fischer, Johann Michael |
| KURZBESCHREIBUNG | deutscher Bildhauer     |
| GEBURTSDATUM     | 23. September 1717      |
| GEBURTSORT       | Veitshöchheim           |
| STERBEDATUM      | 27. März 1801           |
| STERBEORT        | Dillingen an der Donau  |